# Jaroszówka (województwo podlaskie)
Jaroszówka – kolonia w Polsce położona w województwie podlaskim, w powiecie białostockim, w gminie Wasilków.
W latach 1975–1998 miejscowość administracyjnie należała do województwa białostockiego.